# Yotaro Sato
Yotaro Sato (né le 10 août 2004) est un nageur artistique japonais. Il remporte la médaille d'or dans la routine technique en duo mixte  et technique aux Championnats du monde de natation 2023 avec sa sœur aînée Tomoka Sato. Il est le premier athlète japonais dans cette discipline sportive à remporter des titres sportifs internationaux. 

## Palmarès

### Championnats du monde
2023 à Fukuoka au  Japon
- Médaille d'or du duo technique mixte
- Médaille de bronze en équipe acrobatique

2022 à Budapest,  Hongrie
- Médaille d'or du duo libre mixte
- Médaille d'or du duo technique mixte[1]